# Белогрла видра
Белогрла видра (лат. Hydrictis maculicollis) је врста сисара из реда звери и породице куноликих звери (Mustelidae).

## Распрострањење
Врста је присутна у Анголи, Бенину, Боцвани, Буркини Фасо, Габону, Гвинеји Бисао, ДР Конгу, Екваторијалној Гвинеји, Еритреји, Етиопији, Замбији, Зимбабвеу, Јужноафричкој Републици, Камеруну, Кенији, Либерији, Малавију, Малију, Мозамбику, Намибији, Нигерији, Нигеру, Обали Слоноваче, Руанди, Сијера Леонеу, Судану, Танзанији, Уганди, Централноафричкој Републици и Чаду.

## Станиште
Станишта врсте су морски екосистеми, језера и језерски екосистеми, речни екосистеми и слатководна подручја.

## Угроженост
Ова врста није угрожена, и наведена је као последња брига јер има широко распрострањење.

### Популациони тренд
Популација ове врсте се смањује, судећи по расположивим подацима.